# Izirtu
Izirtu bzw. Zirta war im Altertum die Hauptstadt von Mannäa. Die Lage war lange unbekannt und wird durch eine aramäische Inschrift aus dem 8. Jahrhundert v. Chr. bezüglich des Gottes Haldi nahe der heutigen Stadt Bukan vermutet. Eine Lokalisierung, auf Grund der Haldi-Gottheit, unweit von Musasir wurde aufgegeben, da die Lage von Mannäa zwischenzeitlich für die Region östlich und südöstlich des Urmiasees durch archäologische Grabungen bestätigt werden konnte.

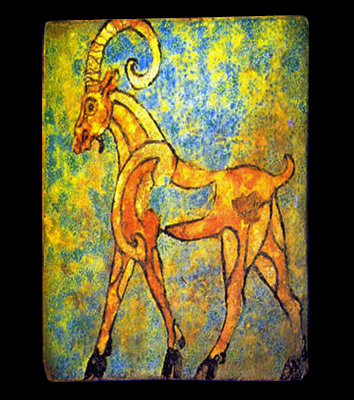
Glasierte Ziegel mit dem Bild eines geflügelten Ziegenbocks. Ancient Orient Museum Tokyo, Japan (Tanabe 1983)

Izirtu wird schon im 9. Jahrhundert v. Chr. in assyrischen Inschriften erwähnt und war Ziel diverser Feldzüge. Besondere Bedeutung kommt dem 4. und 5. Feldzug von Assurbanipal gegen König Ahšeri zu, der sich in Verbindung mit den medischen Konföderationsbemühungen und der Eroberungen durch die Kimmerer zunächst stark genug fühlte, die assyrische Oberherrschaft abzuwerfen.
Die nachfolgende Belagerung durch Assurbanipals Truppen zwang Ahšeri zur Flucht in seine Festungsstadt Ištatti, wo er durch die aufgebrachte Bevölkerung getötet wurde. Izirtu wechselte danach wieder auf assyrische Seite.